# Cultural·es
Cultural·es (pronunciado Culturales) fue un canal de Televisión Española (TVE). Su objetivo era la difusión de la cultura de España tanto en el país como en el resto del mundo planeándose su emisión internacional a través de distintas plataformas. El canal contaba con el soporte del Ministerio de Cultura español y el Instituto Nacional de las Artes Escénicas y de la Música.
Comenzó sus emisiones en pruebas el 1 de abril de 2009 y en plataformas de pago de cable y satélite el 23 de abril de 2009. Si bien la intención inicial era fusionar en una sola señal en abierto a través de TDT dos veteranos canales culturales de Televisión Española, como eran Docu y Clásico, esos planes nunca llegaron a fructificar. El canal cesó sus emisiones el 1 de septiembre de 2010 y su producción fue desmantelada definitivamente el 1 de enero de 2011.

## Programación
Cultural·es buscaba promover la difusión de la cultura española al resto del mundo en todos sus aspectos. En su periodo de pruebas emitió diversos programas pertenecientes al archivo de Televisión Española, y a partir de las 22:00 emitía los estrenos de la programación. Los estrenos de cada día de la semana estaban organizados de manera temática en bloques que se repetían en multidifusión a lo largo del día.

"Un canal como Cultural·es reafirma nuestra seña de identidad: una televisión pública hecha por y para los ciudadanos"
Luis Fernández (director de RTVE, 2009) 

## Historia
El primer programa emitido por la cadena el día de su estreno fue la película documental Bucarest, la memoria perdida, dirigida por Albert Solé y vencedora del Premio Goya 2009 en su categoría. Al igual que el canal temático Teledeporte se producía íntegramente en el Centro de Producción de Programas de TVE Cataluña en San Cugat del Vallés (Barcelona). El director del canal durante su existencia fue Pere Roca.

"Llegar a todos los públicos con contenidos atractivos y con la misma filosofía de la casa: rigor, pluralidad, diversidad."
Pere Roca (director de Cultural·es, 2009) 

Aunque el proyecto del canal se inició en 2008 sus emisiones comenzaron en abril de 2009 sustituyendo a la señal del canal Docu en aquellas plataformas digitales de pago en que se emitía hasta el momento en las que convivió con Clásico durante su corta existencia. Televisión Española tenía previsto iniciar sus emisiones regulares en abierto un año más tarde, el 3 de abril de 2010, segundo día tras su incorporación prevista a la oferta gratuita de Televisión Digital Terrestre. Finalmente, su lanzamiento no pudo realizarse tal día y decidieron demorarlo unos meses.
No obstante el estreno en abierto jamás se llegó a producir. El 1 de junio de 2010 el Consejo de Administración de RTVE aprobó cerrar Cultural·es como medida de austeridad, para "ajustarse a los tiempos económicos", e integrar paulatinamente sus contenidos en La 2, que se convirtió en septiembre de 2010 en el canal cultural de referencia de Televisión Española.
Cultural·es continuó emitiendo su programación a través de Digital+ hasta el 1 de septiembre de 2010, junto con Clásico, que cerró un mes más tarde.